# San Agustin (Surigao del Sur)
San Agustin è una municipalità di quarta classe delle Filippine, situata nella Provincia di Surigao del Sur, nella Regione di Caraga.
San Agustin è formata da 13 baranggay:
- Bretania
- Buatong
- Buhisan
- Gata
- Hornasan
- Janipaan
- Kauswagan
- Oteiza
- Poblacion
- Pong-on
- Pongtod
- Salvacion
- Santo Niño